# Sverre Østbye
Sverre Østbye, né le 28 juillet 1889 et mort le 22 octobre 1984, est un coureur du combiné nordique norvégien. 

## Biographie
Il représente le club de Lyn.
Dans le Festival de ski de Holmenkollen, il se classe deuxième en 1915, derrière Lauritz Bergendahl, quintuple vainqueur et est donc récompensé par la Médaille Holmenkollen la même année.